# Општина Ариље
Општина Ариље се налази у западном делу Србије, у Златиборском округу, у сливу река Рзава и Моравице.
Удаљено је од Београда 195 km, Чачка 46 km и Ужица 36 km. Смештено је у живописној равници на надморској висини од 330 m, а села горњег подручја општине су и до 800 m. Највиши врх општине је планина Кукутница са 1.382 m надморске висине. Површина општине је 349 km² на чијем подручју живи 18.792 становника (према попису становништва из 2011. године), у једном градском и 21 сеоском насељу (организовано у 15 месних заједница). Према подацима са последњег пописа 2022. године у општини је живело 17.063 становника  У општинском центру и приградским насељима број становника од краја Другог светског рата непрекидно расте док се у осталим селима непрестано смањује. Око 58% становништва је староседелачко, око 23% интерних миграната а око 19% из других општина.
Око 13.000 становника је радно активно у државном или приватном сектору. Железнице нема а путну мрежу у општини чини око 705 km путева, од чега је 160 km асфалтираних. Главни пут је магистрални М21/2 у дужини 12,6 km и регионални Р228 у дужини 43 km. Густина путне мреже је 0,87 км/км². Сва места у општини су електрифицирана и покривена телефонском мрежом.
Природа је ово подручје наградила богатим и атрактивним шумским пределима, бистрим планинским изворима, потоцима и рекама, тако да се овај крај убраја у најчистије и најздравије средине у Србији. Тако очувана природа пружа изванредне услове за производњу здраве хране. Од 1970. године, Ариље представља центар производње малине познат широм света. Производњом малине се у овом крају бави готово целокупно становништво. Године 2019. се малина плантажно гајила на око 1.200 ha.

## Географија
Општина Ариље је географски подељена на три макрозоне. Брдско-планинска зона је у западном делу општине и обухвата села разбијеног типа (Радобуђа, Гривска, Северово, Крушчица, Радошево, Висока, Бјелуша, Бреково и Добраче). У овом делу доминира воћарство (малине), гајење кромпира и говедарство. Села у овом подручју су под утицајем депопулације и старења. Зона магистралног пута и реке Моравице (Драгојевац, Миросаљци, Трешњевица, Ступчевићи, Латвица и Богојевићи) у југоисточном делу општине је под утицајем згушњавања и урбанизације, а има и индустријских и прерађивачких погона. Зона насеља Ариље обухвата и Поглед, Вигоште, Церова, Вране, Грдовићи и Вирово и овде су присутни секундарни и терцијарни сектор делатности.
Од укупне површине, 33.438 ha (96,8%) заузимају оранице и шуме, а непродуктивна земљишта 1.462 ha (3,2%). Од пољопривредног земљишта оранице, баште, воћњаци и ливаде заузимају 14.393 ha. Шуме заузимају 13.312 ha, али од тога високих шума има свега око 26%. Преовлађују састојине тврдих лишћара букве, храста и граба. У нижим деловима има меких лишћара тополе и врбе. Од четинара преовлађује аутохтона смрча.
Природне вредности на територији општине су Височка бања, Споменик природе Бјелушка потајница, Водена пећина, кањони Великог Рзава (Орловача и Височка клисура).

### Хидрологија
Главни водотокови су Голијска Моравица, Велики Рзав и Мали Рзав. Мали Рзав се улива у Велики Рзав између Радобуђе и Ариља, а Велики Рзав у Голијску Моравицу 2 km низводно од Ариља. Правац пружања водотокова је углавном северозапад-југоисток. Мање реке су Пањица, Трешњевачка река, Гривска река, Новитовића река, Латвичка река, Биљевачка река и Миросаљачка река.
Од око четрдесетак извора најобилнији су Велика и Мала бања у Клисури а има и врела, као што су Зијача и Мукавица у Бјелуши, Млавско врело у Миросаљцима и Топалско врело у Вигошту. Неки од извора су каптирани за водоснабдевање. У Церови, Крушчици и Високој постоје издани минералне воде. Водена пећина код Добрача је позната јер из ње извире река.
На територији општине је изграђен регионални систем за снабдевање водом „Рзав“ који већ водом снабдева општине Ариље, Пожега, Лучани, Чачак и Горњи Милановац. Тренутно је капацитета 1300 л/с, а предвиђено је да буде 2300 л/с пијаће воде.
Планским документима је предвиђен развој туризма, риболова, мале акумулације па и минихидроелектрана.

## Култура
У општини има четири непокретна културна добра. Црква светог Ахилија (задужбина краља Драгутина) из XIII века у центру Ариља је културно добро од изузетног значаја. Црква светог Николе из XIII века у селу Бреково је културно добро од великог значаја, манастир Клисура у Добрачи и кућа Перке Крчевинац у Радобуђи су културна добра. Постоји још десет културних добара под претходном заштитом, од којих су седам археолошка налазишта.

## Природа
На локацији Зеленика у Радошеву се налази природна реткост, природно станиште биљне врсте зеленика (Ilex aquifolium) и то је заштићено природно добро као и крашки извор Бјелушка потајница, споменик природе на месту Луке у селу Бјелуша.

## Демографија
Општина је према попису из 2011. године углавном насељена Србима.
| Етнички састав према попису из 2011.‍ | Етнички састав према попису из 2011.‍ | Етнички састав према попису из 2011.‍ | Етнички састав према попису из 2011.‍ | Етнички састав према попису из 2011.‍ |
| ------------------------------------ | ------------------------------------ | ------------------------------------ | ------------------------------------ | ------------------------------------ |
|                                      |                                      |                                      |                                      |                                      |
| Срби                                 | Срби                                 |                                      | 18.407                               | 97,95%                               |
| остали                               | остали                               |                                      | 385                                  | 2,04%                                |
| укупно: 18.792                       |                                      |                                      |                                      |                                      |

## Насељена места
Општина Ариље је административно организована у 22 месне заједнице. То су:
| - МЗ Ариље, - МЗ Бјелуша, - МЗ Богојевићи, - МЗ Бреково, - МЗ Вигоште, - МЗ Висока, - МЗ Вирово, - МЗ Вране, | - МЗ Висока, - МЗ Грдовићи, - МЗ Гривска, - МЗ Добраче, - МЗ Драгојевац, - МЗ Крушчица, - МЗ Латвица, | - МЗ Миросаљци, - МЗ Поглед, - МЗ Радобуђа, - МЗ Радошево, - МЗ Северово, - МЗ Трешњевица и - МЗ Церова. |

У општини је једно градско насеље Ариље, које је и седиште општине и 21 сеоско насеље:
| - Бјелуша, - Богојевићи, - Бреково, - Вигоште, - Вирово, | - Висока, - Bpaне, - Грдовићи, - Гривска, - Добраче, | - Драгојевац, - Крушчица, - Латвица, - Миросаљци, - Поглед, | - Радобуђа, - Радошево, - Северово, - Ступчевићи, - Трешњевица и | - Церова. |